# Cascades de San Fele
 (juin 2016).
Si vous disposez d'ouvrages ou d'articles de référence ou si vous connaissez des sites web de qualité traitant du thème abordé ici, merci de compléter l'article en donnant les références utiles à sa vérifiabilité et en les liant à la section « Notes et références ».
Les cascades de San Fele se situent en Italie, dans la province de Potenza et dans la région Basilicate. Elles se forment tout au long du torrent Bradano (connu aussi comme Bradanello, pour le distinguer du fleuve Bradano, qui naît dans la localité de Matise[Quoi ?], pour ensuite confluer dans la [[Ofanto
1. Hydrologie|Fiumara d’Atella]] (torrent en crue) et enfin dans l’Aufide.

## Description
Au sommet du centre habité de San Fele, le torrent s'étend avec de nombreuses cascades nommées aussi U uattenniere, nom dialectal de la Gualchiera, machine utilisée dans le passé pour fouler de la laine en exploitant la force de l’eau. Il existe d'ailleurs des restes d’anciens moulins à eau qui ont cessé de fonctionner dans les années 1930. 
Les sentiers qui conduisent aux cascades de San Fele, s’articulent le long de vieux chemins muletiers, qui dans le passé, n’étaient utilisés que par les habitants de la localité de Montagna pour rejoindre la petite agglomération. Parmi ceux-ci, le sentier qui part du Monte Castello (937 m au-dessus du niveau de la mer) d’où il est possible d’observer le Vulture et la vallée de Vitalba.

La cascade la plus haute est nommée U Urtone. Aujourd’hui sont accessibles au public :
- la cascade U Uattenniere : de l’ancien mot italien battendiere, aujourd’hui Gualchiera, moulin à foulon ;
- la cascade degli innamorati : la cascade des amoureux, nom dérivant du feuilleton dédié au célèbre briguant Carmine Crocco, tourné à San Fele ;
- la cascade U Paradise : le Paradis ;
- la cascade U Urtone : qui prend son origine d’un des affluents du torrent Bradano dans le vallon Corbola.